# Load
Load je šesti studijski album američkog thrash metal sastava Metallica. Producent albuma je Bob Rock, a izdala ga je diskografska kuća Elektra Records, 4. lipnja 1996. godine. Po trajanju je najduži studijski album u karijeri grupe.
Album je komercijalno bio veoma uspješan, prodao se u više od pet milijuna primjeraka samo u SAD-u, a na Billboardovoj top ljestvici albuma je proveo četiri tjedna na prvom mjestu.

## Popis pjesama
Tekstovi: James Hetfield. 
| 1.    | »Ain't My Bitch«       | Hetfield, Lars Ulrich          | 5:04 |
| 2.    | »2 X 4«                | Hetfield, Ulrich, Kirk Hammett | 5:28 |
| 3.    | »The House Jack Built« | Hetfield, Ulrich, Hammett      | 6:39 |
| 4.    | »Until It Sleeps«      | Hetfield, Ulrich               | 4:30 |
| 5.    | »King Nothing«         | Hetfield, Ulrich, Hammett      | 5:28 |
| 6.    | »Hero of the Day«      | Hetfield, Ulrich, Hammett      | 4:22 |
| 7.    | »Bleeding Me«          | Hetfield, Ulrich, Hammett      | 8:18 |
| 8.    | »Cure«                 | Hetfield, Ulrich               | 4:54 |
| 9.    | »Poor Twisted Me«      | Hetfield, Ulrich               | 4:00 |
| 10.   | »Wasting My Hate«      | Hetfield, Ulrich, Hammett      | 3:57 |
| 11.   | »Mama Said«            | Hetfield, Ulrich               | 5:20 |
| 12.   | »Thorn Within«         | Hetfield, Ulrich, Hammett      | 5:52 |
| 13.   | »Ronnie«               | Hetfield, Ulrich               | 5:17 |
| 14.   | »The Outlaw Torn«      | Hetfield, Ulrich               | 9:49 |
| 78:58 |                        |                                |      |

## Osoblje
Metallica
- James Hetfield – pjevač, ritam gitara
- Kirk Hammett – glavna gitara
- Jason Newsted – bas-gitara
- Lars Ulrich – bubnjevi, udaraljke

## Top liste

### Album
| Top lista (1996.) | Pozicija |
| ----------------- | -------- |
| SAD Billboard 200 | 1        |
| Velika Britanija  | 1        |
| Australija        | 1        |

### Singlovi
| Singl             | Top lista (1996.)                | Pozicija |
| ----------------- | -------------------------------- | -------- |
| "Ain't My Bitch"  | Billboard Mainstream Rock Tracks | 15       |
| "Hero of the Day" | Billboard Mainstream Rock Tracks | 1        |
| "Hero of the Day" | Billboard Hot 100                | 60       |
| "Hero of the Day" | UK Top Ljestvica Singlova        | 17       |
| "Until It Sleeps" | Billboard Mainstream Rock Tracks | 1        |
| "Until It Sleeps" | UK Top Ljestvica Singlova        | 5        |
| "Until It Sleeps" | Billboard Hot 100                | 10       |
| "King Nothing"    | Mainstream Rock Tracks           | 6        |
| "King Nothing"    | Billboard Hot 100                | 90       |

## Vanjske poveznice
- allmusic.com  Arhivirana inačica izvorne stranice od 23. siječnja 2005. (Wayback Machine) - Load